# Гжель (ансамбль)
Московский государственный академический театр танца «Гжель» — коллектив народно-сценического танца, основанный в Москве в 1988 году хореографом Владимиром Захаровым. Театр находится в ведении Департамента культуры города Москвы, в его штате более 60 артистов.

## История

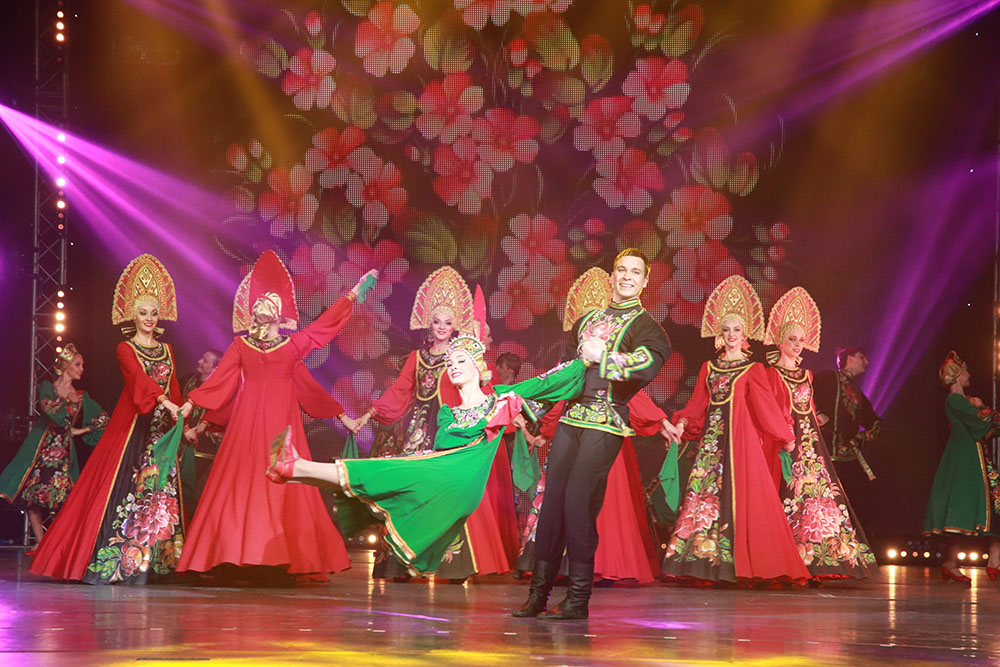
Концертный номер «Мотивы Жостово»

Коллектив основан в сентябре 1988 года хореографом Владимиром Захаровым. В 1993 году ему был присвоен статус «государственный». В следующем году в структуре Государственной академии славянской культуры был создан аффилированный с ансамблем Институт танца.
В 1999 году приказом Министерства культуры России коллективу было присвоено звание «академический»
В 2003 году на базе театра Комитетом по культуре города Москвы было создано Московское хореографическое училище при театре танца «Гжель».
В 2008 году артисты театра участвовали в гала-концерте «Во славу русского танца», посвящённому 100-летию со дня рождения Т. А. Устиновой и в презентации конкурса «Евровидение» в Москве, в 2013 году участвовали во всероссийском фестивале ансамблей народного танца «По всей России водят хороводы», в XXII Зимних Олимпийских играх в Сочи, культурной программе Саммита стран БРИКС-2017 в Китае, выступали на открытии Гран-при России «Формула-1» в Сочи, принимали участие в XVII Фестивале российского искусства в Каннах и в Фестивале российской культуры в Индии.
В 2013 году театр танца отметил своё 25-летие сольным концертом. Осенью 2015 года у коллектива появилась собственные театрально-концертная площадка и репетиционная база в Москве на улице Свободы, 10.
В декабре 2016 года в театре состоялась премьера музыкально-хореографической сказки «Снежная королева» по мотивам одноимённого произведения Х. К. Андерсена (балетмейстер-постановщик Георгий Ковтун, художник-постановщик Злата Цирценс, композитор Радик Салимов). Постановка «Снежной королевы» является для театра танца «Гжель» экспериментом: лексикой народной хореографии рассказана знакомая с детства история.
Экспериментальная деятельность театра танца «Гжель» продолжилась постановкой хореографического спектакля «LET GO» при поддержке посольства США в РФ. Автор идеи и хореограф-постановщик — Эндрю Палермо; ассистент-хореограф — Ольга Соколова.

### Училище
Хореографическое училище при театре танца «Гжель» создано Комитетом по культуре Правительства Москвы в 2003 году. К обучению принимаются дети в возрасте 9-10 лет; срок обучения — 7 лет 10 месяцев. Учащиеся получают среднее профессиональное образование по специальности «искусство балета», выпускникам присваивается квалификация «артист балета». Один из выпускников училища — солист Большого театра Денис Родькин.
В 2017 году был осуществлен набор в класс «Искусство танца (по видам)». Выпускники класса получат специальность 52.02.02"Искусство танца (по видам)" с квалификацией «Артист балета ансамбля песни и танца, танцевального коллектива; преподаватель» и смогут продолжить свою профессиональную деятельность в коллективе театра танца «Гжель».

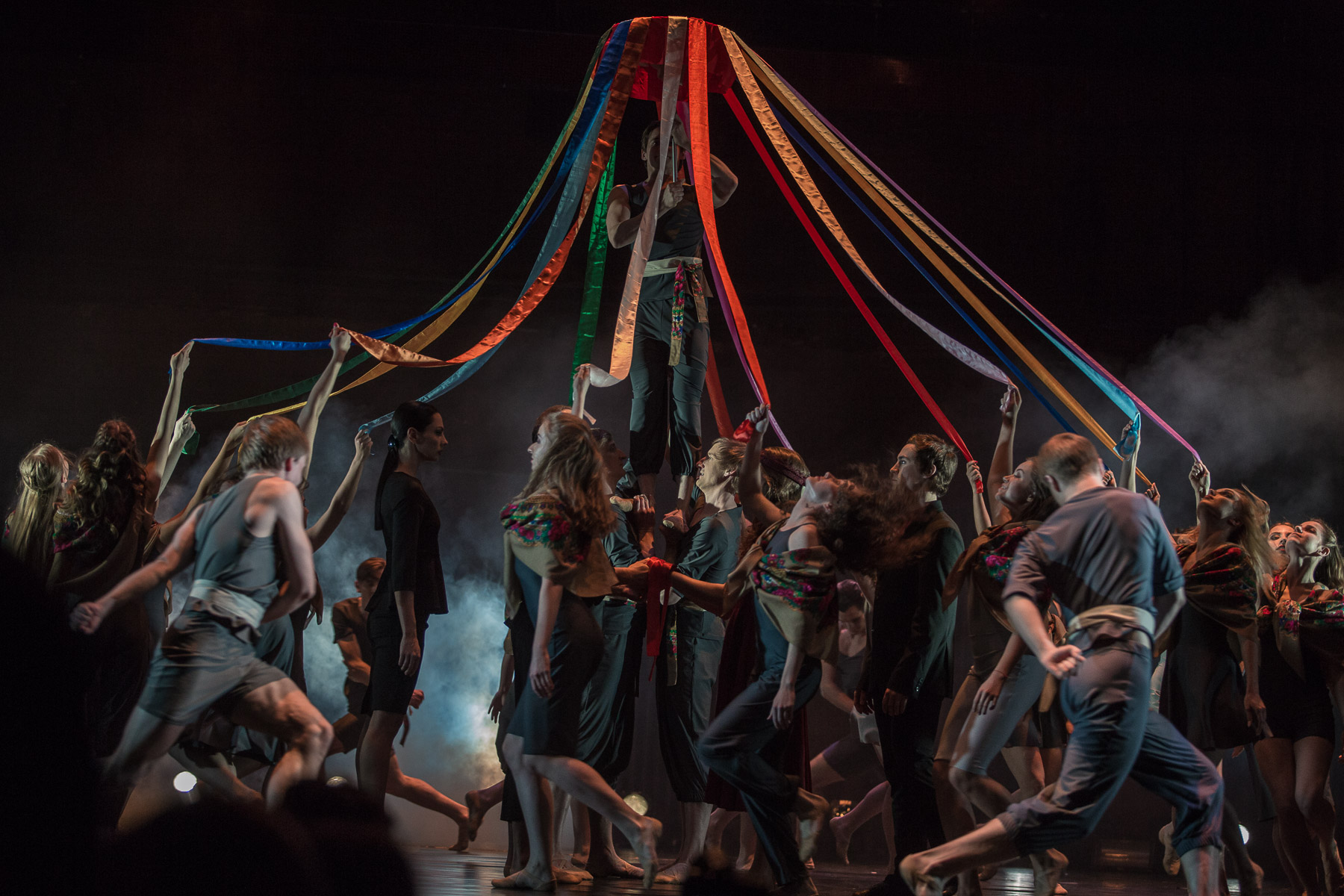
Фрагмент хореографического спектакля «LET GO» театра танца «Гжель»

### Институт
Институт танца для подготовки хореографов, педагогов-репетиторов, критиков и теоретиков в области классического и народного танца создан в структуре Государственной академии славянской культуры в 1994 году. Обучение ведётся по специальностям «педагогика балета», «искусство хореографа» и «хореографическое искусство, бакалавриат»

## «Платформа народного танца»

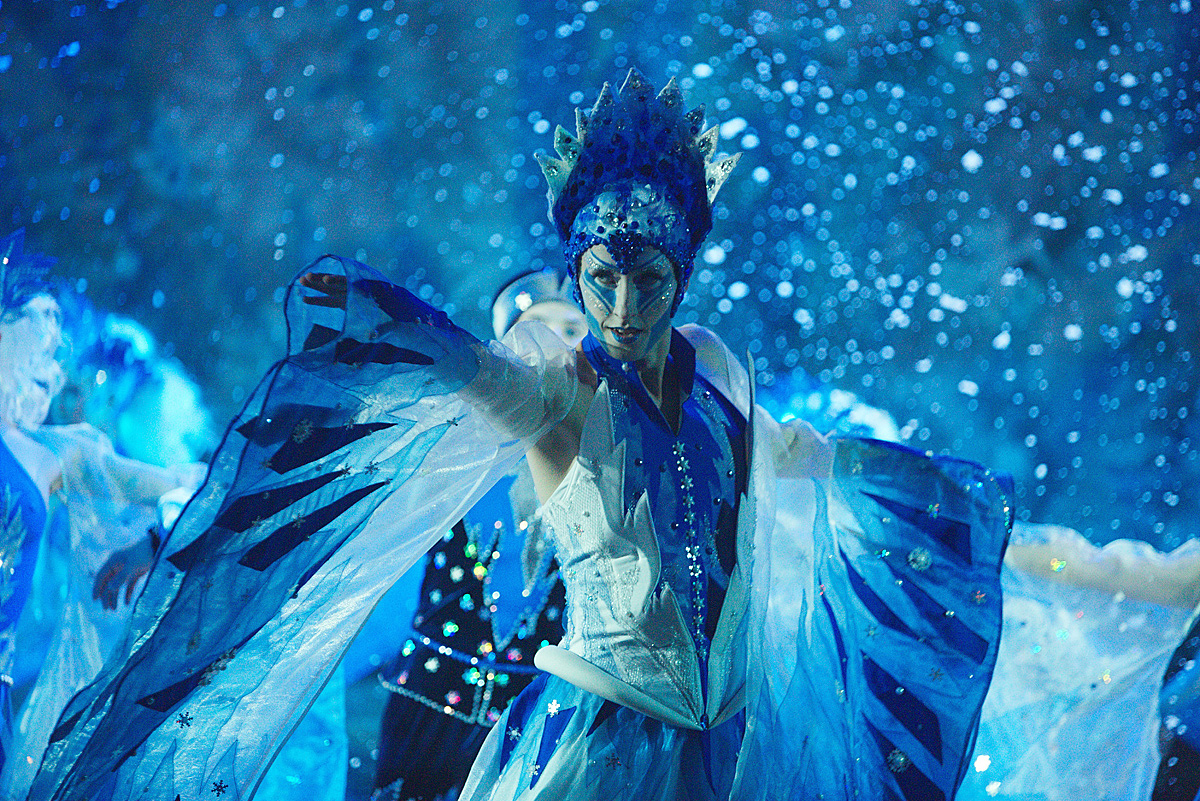
Музыкально-хореографическая сказка для всей семьи «Снежная королева»

В ноябре 2017 года в театре танца «Гжель» прошел I Всероссийский конкурс балетмейстерских работ «Платформа народного танца». Организаторы конкурса: Министерство Культуры РФ, Департамент культуры города Москвы, Государственный Российский Дом народного творчества имени В. Д. Поленова и Московский государственный академический театра танца «Гжель» при поддержке Регионального благотворительного общественного фонда Тихона Хренникова в поддержку музыкальной культуры.
Конкурс проводится в целях сохранения и развития богатых фольклорных традиций, привлечения молодых хореографов для создания художественных образов жизни разных народов, для определения перспектив развития данного жанра в новом тысячелетии.
I Всероссийский конкурс балетмейстерских работ «Платформа народного танца» проходил в два этапа: заочный выбор конкурсантов по видеоматериалам и постановка нового номера на базе театра танца «Гжель». За неделю коллектив театра танца «Гжель» освоил 10 новых номеров, которые были представлены в Гала-концерте 28 ноября 2017 года.
Победителями I Всероссийского конкурса балетмейстерских работ «Платформа народного танца» стали: Алексей Никитин (г. Череповец), Александра Шмелёва (г. Люберцы), и Абдурасул Есекеев (г. Астана, Казахстан). В 2018 году балетмейстеры-победители завершат работу над представленными эскизами номеров, и они войдут в репертуар театра.

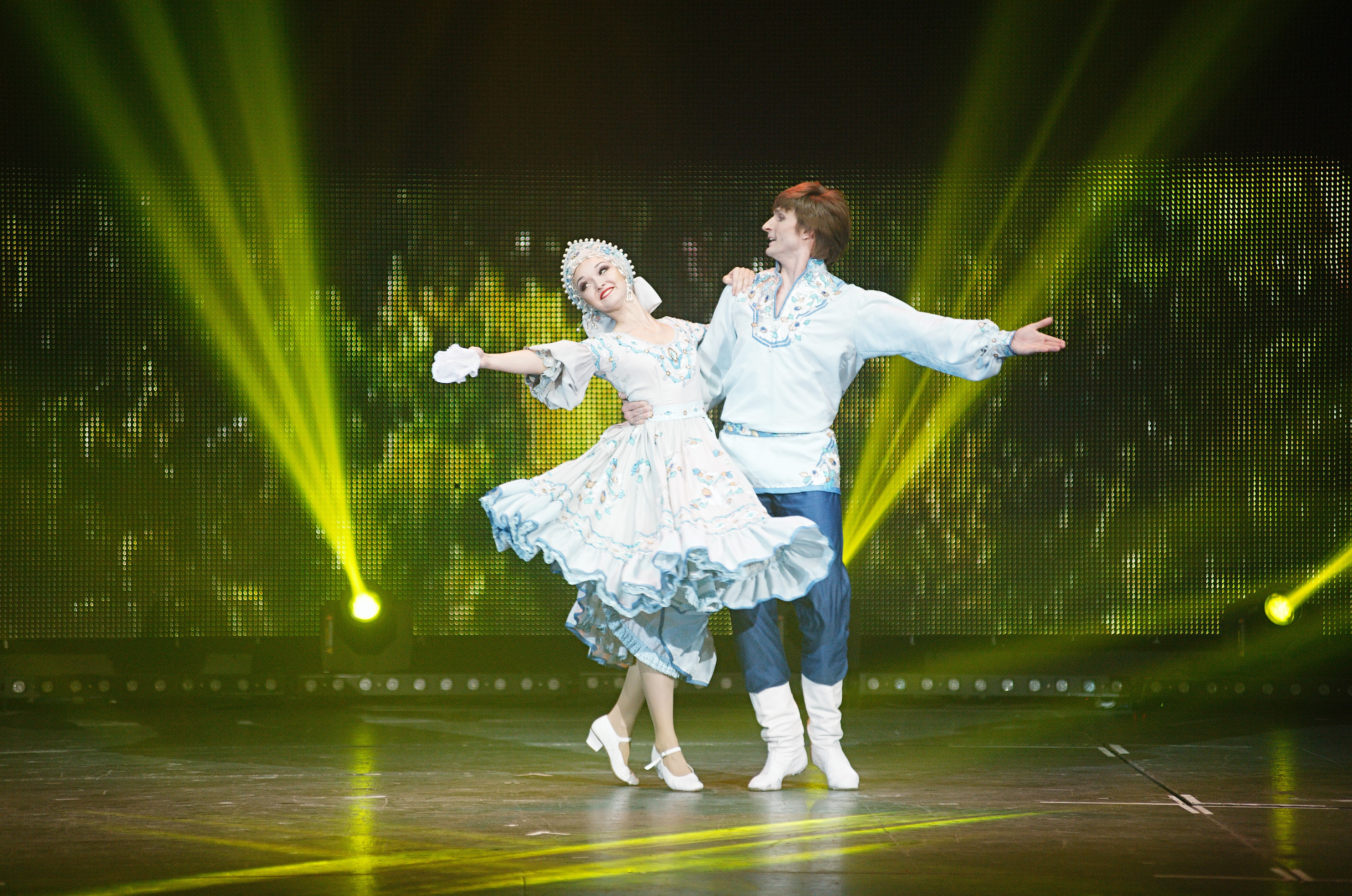
Концертный номер «Соловушка прилетал»

## Руководство
- Директор — Марина Куклина (Заслуженный работник культуры РФ, Почётный работник культуры города Москвы);
- Главный балетмейстер — Валентина Слыханова (Заслуженный работник культуры РФ, Лауреат премии Правительства РФ).

## Репертуар
| Название                                    | Музыка                                                   | Композиция                                    |
| «МОТИВЫ ЖОСТОВО»                            | Музыка В.Темнова                                         | Хореографическая композиция                   |
| «МЫ ТАНЦУЕМ СИРТАКИ»                        | Музыка М.Теодоракиса                                     | Хореографическая композиция                   |
| «БАРЫНЯ»                                    | Музыкальная обработка В. Гришина                         | Русская плясовая                              |
| «КОСТРОМСКАЯ СКАНЬ»                         | Музыка В. Корнева                                        | Хореографическая композиция                   |
| «БУКЕТ МОЛДАВИИ»/«ХОРА ДРАГОСТИ»            | Музыка народная                                          | Хореографическая сюита                        |
| «НОЧНОЙ ГОРОД»                              | Музыка Д. Макхью                                         | Хореографическая зарисовка                    |
| «В ЦАРСТВЕ ФИНИФТИ»                         | Музыка и слова В. Темнова                                |                                               |
| «ОЙ ВЫ, ГУСИ-ЛЕБЕДИ»                        | Музыка А. Костюка Стихи В. Пеленягрэ                     |                                               |
| «ГУСИ-ЛЕБЕДИ»                               | Музыка В. Голикова                                       | Хореографическая композиция                   |
| «ВИРТУОЗЫ»                                  | Музыкальная обработка В. Гришина                         | Хореографическая композиция                   |
| «ОЙ, ТО НЕ ВЕЧЕР»                           | Музыка народная                                          | Хореографическая картинка                     |
| «ВИТЕРЕЦ»                                   | Музыка народная                                          | Украинский танец                              |
| «ПАВЛОВО-ПОСАДСКИЕ УЗОРЫ»                   | Музыка В. Темнова                                        | Хореографическая композиция                   |
| «ВОЛЖСКАЯ ПЛЯСОВАЯ»                         | Музыкальная обработка В. Гришина                         |                                               |
| «ПАЛЕХ»                                     | Музыка В. Темнова Стихи Р. Левицкого                     |                                               |
| «ВОРОТЦА»                                   | Музыкальная обработка В. Гришина                         | Хореографическая картинка                     |
| «ПЕСНЯ В ГОРАХ»                             | Музыка М. Кажлаева                                       | Хореографическая зарисовка                    |
| «ВЫЙДУ ЛЬ Я НА РЕЧЕНЬКУ»                    | Музыкальная обработка В. Гришина                         | Хореографическая картинка                     |
| «ПОДМОСКОВНАЯ КАДРИЛЬ»                      | Музыка В. Темнова                                        |                                               |
| «ВЯТСКАЯ КАРТИНКА»                          | Музыка В. Темнова                                        | Хореографическая композиция                   |
| «ВОРОНЕЖСКОЕ ГУЛЯНИЕ»                       | Музыка обработка В. Гришина                              | Хореографическая картинка                     |
| «РИТМЫ КАНКАНА»                             | Музыка Ж. Оффенбаха                                      | Хореографическая композиция                   |
| «ДОРОГА К ХРАМУ»                            | Музыка К.Волкова                                         | Хореографическая композиция                   |
| «РОССИЯ ВЕЧНАЯ»                             | Музыка В.Корнева                                         | Хореографическая композиция                   |
| «ЕВРЕЙСКИЕ МОТИВЫ»                          | Музыка Ж. Фейдмана                                       |                                               |
| «РУСЬ ИЗНАЧАЛЬНАЯ»                          | Музыка А. Костюка                                        | Хореографическая композиция                   |
| «ЕЩЕ РАЗ О ЛЮБВИ»                           | Музыка Л. Далла                                          | Хореографическая композиция                   |
| «У ГОЛУБЯ — ЗОЛОТАЯ ГОЛОВА»                 | Музыка народная                                          | Хореографическая композиция                   |
| «ЖАР-ПТИЦЫ»                                 | Музыка Х. Янни                                           | Хореографическая композиция                   |
| «ЛАНЦЕ»                                     | Музыка Е. Кузнецова                                      | Северный лирический танец                     |
| «ЖУРАВЛИ»                                   | Музыка Я. Френкеля Стихи Р. Гамзатова                    | Вокально-хореографическая композиция          |
| «СИРЕНЬ»                                    | Музыкальная обработка А. Соболева                        | Хореографическая композиция                   |
| «ЗЕЛЁНАЯ ТРАВА»                             | Музыка В. Темнова Стихи О. Левицкого                     | Лирический хоровод                            |
| «СКАЗОЧНАЯ ГЖЕЛЬ»                           | Музыка В. Темнова Стихи О. Левицкого                     | Вокально-хореографическая композиция          |
| «ЗИМНЯЯ ФАНТАЗИЯ»                           | Музыкальная обработка В. Гришина                         | Хореографическая зарисовка                    |
| «У НАШЕЙ КАТИ»                              | Музыка народная                                          | Воронежская плясовая                          |
| «ЗОЛОТАЯ МОСКВА»                            | Музыкальная обработка П. Овсянникова                     | Хореографическая композиция                   |
| «ТАНЦУЕМ ДЖАЗ»                              | Музыка Луи Прима                                         | Хореографическая композиция                   |
| «ЗОЛОТО»                                    | Музыка Р. Стоун                                          | Хореографическая композиция                   |
| «ТОНКАЯ РЯБИНА»                             | Фантазия на тему русской народной песни Л.Присса         | Хореографическая композиция                   |
| «ХАВА-НАГИЛА»                               | Музыкальная обработка М. Турецкого                       |                                               |
| «КРЕЩЕНДО»                                  | Музыка К. Брухмана                                       |                                               |
| «ХОХЛОМСКАЯ КАРУСЕЛЬ»                       | Музыка В. Темнова Стихи О. Левицкого                     | Вокально-хореографическая композиция          |
| «ЦЫГАНСКАЯ РАПСОДИЯ»/ «ТАНЦЫ РУССКИХ ЦЫГАН» | Музыкальная обработка В. Петрова                         |                                               |
| «МОЛИТВА»                                   | Музыка В. Гаврилина                                      | Хореографическая зарисовка                    |
| «ШУМЕЛ КАМЫШ»                               | Музыка В. Корнева                                        | Хореографическая композиция                   |
| «МОСКВА ЗЛАТОГЛАВАЯ»                        | Музыка народная                                          | Вокально-хореографическая композиция          |
| «ЯБЛОЧКО»                                   | Музыкальная обработка В. Петрова Хореография П. Вирского | Матросский танец                              |
| «ЗИМУШКА»                                   | Музыка А.Холминова                                       | Хореографическая постановка                   |
| «БАЛАЛАЙКА И ГАРМОНЬ»                       | Музыкальная обработка В. Гришина                         | Хореографическая картинка                     |
| «ЧОЧЕК»                                     | Музыка народная                                          | Композиция на музыку сербских народных танцев |
| «КРЫЖАЧОК»                                  | Музыкальная обработка П.Куликова                         | Белорусский танец                             |
| «КАК НА ТОНЕНЬКИЙ ЛЕДОК»                    | Музыкальная обработка В.Давыдова                         | Хореографическая композици                    |
| «ВЕЧЕРЕЙ РАДО»                              | Музыка народная                                          | Хореографическая композиция болгарских танцев |
| «ОБЕРЕК»                                    | Музыка народная                                          | Польский старинный танец                      |
| «КОЗАБАС»                                   | Музыка народная                                          |                                               |

## Награды
- орден «Служение искусству» благотворительного общественного движения «Добрые люди мира» (2005).
- Лауреат конкурса «Национальное достояние» (Москва, 2008).
- Диплом VIII Международного рождественского фестиваля искусств (2009).
- Диплом призёра «Серебряный Витязь», президент СФИ «Золотой витязь» (2011).
- Диплом VI Всероссийского фестиваля-конкурса народного танца на приз балетмейстера О. Н. Князевой (2013).
- Диплом лауреата международных премий им. Святых равноапостольных Кирилла и Мефодия
- Диплом лауреата Премии города Москвы
- Диплом участника II фестиваля профессиональных коллективов национального народного творчества «Славянский хоровод», 2014 г.[5]